# 7-9-13 (album)
 For alternative betydninger, se 7-9-13. (Se også artikler, som begynder med 7-9-13)
7-9-13 er et album udgivet af Kim Larsen & Kjukken i 2003.
Albummet solgte 143.189 eksemplarer i 2003, og var dermed årets bedst sælgende album. Albummet rundede 197.000 solgte eksemplarer i 2007.

## Medvirkende
- Kim Larsen – akustisk og elektrisk guitar,  – bas, synthesizer, sang
- Karsten Skovgaard – elektrisk guitar, synthesizer, kor
- Jesper Rosenqvist – trommer, kor
- Jesper Haugaard - bas, percussion og sang
- Peter Simonsen – assisterende lydtekniker, elektronik, amp, guitar wizard

## Sangliste
1. "Sjølund" - 3:30
2. "Sømand ombord" - 3:24
3. "Moster" - 3:09
4. "Tommelille" - 2:23
5. "Festen" - 3:05
6. "Viktoria" - 2:41
7. "Det summer" - 3:20
8. "Romantik" - 3:26
9. "Junglen" - 3:46
10. "Sommerregn" - 3:03
11. "Kom tog" - 3:32
12. "Marianne" - 3:18
13. "Uma Na Na" - 2:59
14. "Lidt endnu" - 3:05